# Schloss Königsegg

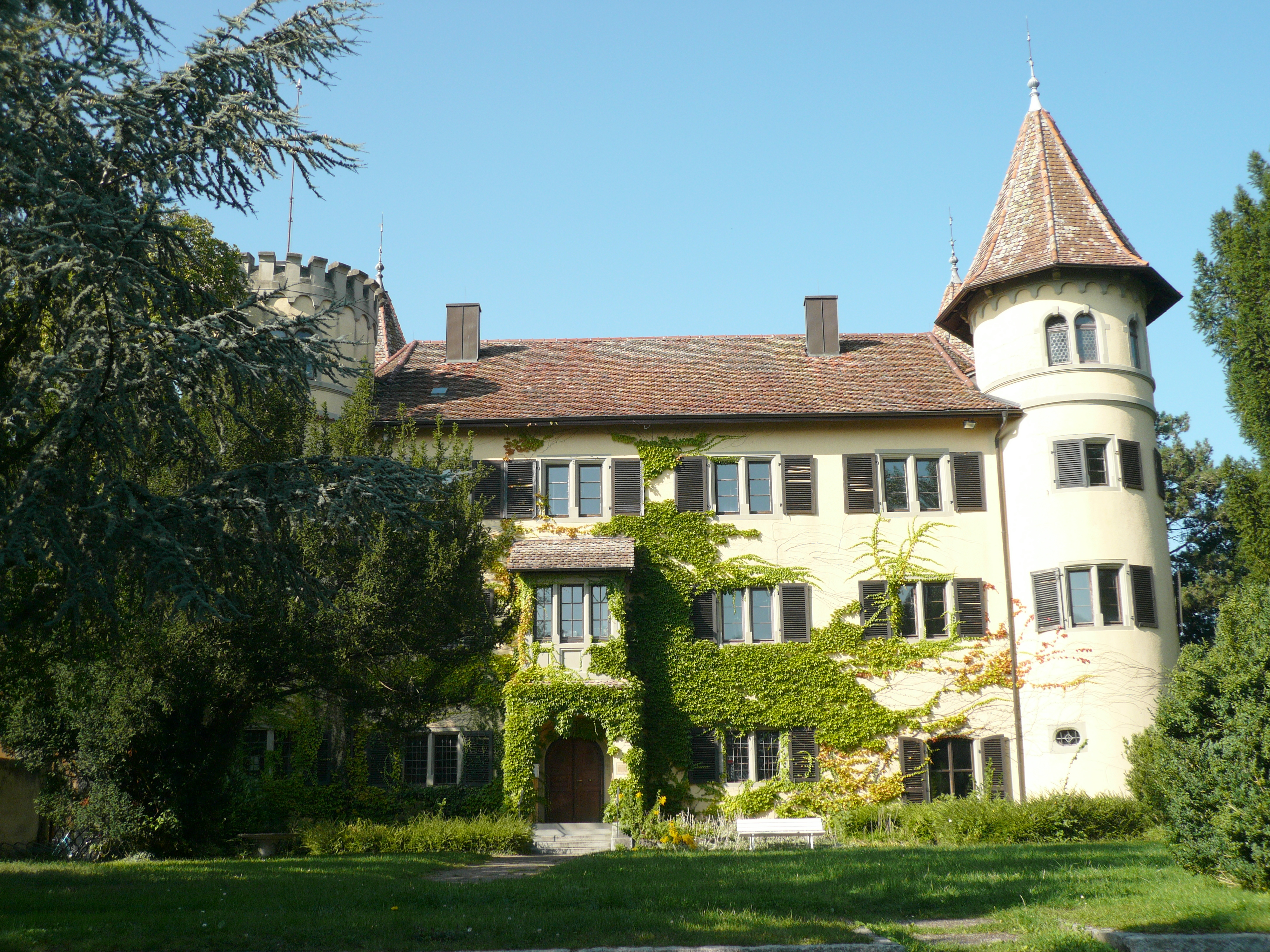
Schloss Königsegg

Das Schloss Königsegg ist ein Schloss in der Nähe der Schiffslandestelle der Insel Reichenau in Mittelzell, Ortsteil der Gemeinde Reichenau, im Landkreis Konstanz in Baden-Württemberg. Es ist heute eine Schule für Logopädie.

## Geschichte
Im Spätmittelalter war an der heutigen Stelle der Sitz eines Ministerialen der Abtei Reichenau. Im 16. Jahrhundert wurde das Schloss durch die Reichsgrafen von Königsegg neu erbaut. Im 17. Jahrhundert erwarb das Augustinerchorherrenstift des Klosters Beuron das Schloss und ließ das Anwesen umbauen. Bis zur Säkularisation zu Beginn des 19. Jahrhunderts verblieb das Schloss Königsegg im Besitz des Ordens. Danach wechselte das Gebäude mehrmals den Besitzer, bis es 1983 mit dem Park von der Gemeinde Reichenau übernommen wurde. Das heutige neoromanische Aussehen erhielt es 1840.
Das Schloss beherbergte ab 1995 die IB Medizinische Bildungsakademie, eine Schule für Logopädie. Das Schloss kann nicht besichtigt werden.